# Pompă cu pedală
O pompa cu pedală  este o  pompă acționată de oameni, concepută pentru a ridica apa de la o adâncime de șapte metri sau mai puțin. O pedală este un dispozitiv de pârghie, presată cu piciorul pentru a conduce o mașină, în acest caz, o pompă. De remarcat faptul, că având în componența sa două pistoane acționate alternativ în loc de unu existent la pompa de mănă, asigură o continuitate fluxului apei și ușurință în operare..
Pompa cu pedală poate face în linii mari, munca unei pompe cu motor, dar costurile de cumpărare fiind considerabil mai mici (75%). Deoarece nu este nevoie de combustibili fosili (aceasta este acționată de greutatea corporală și musculatura picioarelor operatorului), poate costa, de asemenea, mai puțin (50%) să opereze decât o pompă cu motor. Poate ridica cinci până la șapte metri cubi de apa pe ora din fântâni  și puțuri cu o adâncime de pâna la șapte metri și poate fi de asemenea folosite pentru a trage apa din lac uri și râuri. Multe pompe cu pedală sunt fabricate la nivel local; fara sudori înalt calificați și utilaje de productie producerea lor în mod constant poate fi o provocare.
În comparație irigarii cu găleata, pompa cu pedală poate crește foarte mult venitul agricultorilor, generat din terenul lor, prin creșterea numarului de cultivări, prin extinderea tipurilor de culturi care pot fi cultivate și îmbunătățirea asupra calității culturilor.
Pompele cu pedală standard, sunt pompe de aspirare , si au fost dezvoltate pentru prima oară la începutul anilor 1980 în Bangladesh  când au fost făcute populare de catre IDE. De atunci o modificare a designului original al pompelor de presiune, înseamna ca apa sa fie forțată sa iasa din pompă sub presiune, de asemenea, au fost dezvoltate și sunt larg utilizate în Africa de Est, prin KickStart. Pompele de presiune cu pedala permite agricultorilor pentru a pulveriza apa și a folosi aspersoarele - anulând necesitatea utilizării un rezervor înălțat, de stocare a de apei si a sistemului de pompe de aspirație.
Multe dintre organizațiile non-guvernamentale (ONG) (IDE, KickStart, Actiunea Practica (în mod formal ITDG)) au fost active în cursul dezvoltarii pompei cu pedală, astfel că au studenți si echipe de cercetare în universitați.